# Teddy Mayer
Edward Mayer (plus connu sous le nom de Teddy Mayer) est un ancien directeur d'écurie de sport automobile, né le 8 septembre 1935 à Scranton en Pennsylvanie et mort le 30 janvier 2009 en Angleterre. Il est surtout célèbre pour avoir dirigé l'écurie de Formule 1 McLaren tout au long des années 1970.

## Biographie
Diplômé en droit de l'université Cornell, Teddy Mayer fonde rapidement sa première écurie de sport automobile, destinée à faire courir en Formule Junior son ami Peter Revson ainsi que son frère cadet Tim Mayer. Talentueux, les deux pilotes partent poursuivre leur carrière en Europe et sont suivis par Teddy, qui fait alors office de manager. 
À l'issue de la saison 1963, Tim Mayer est choisi par Bruce McLaren pour être son équipier dans la série Tasmane (un championnat hivernal alors très réputé, disputé en Australie et en Nouvelle-Zélande), au sein de la structure qu'il vient de créer. À nouveau, Tim emmène son frère ainé Teddy dans ses bagages. Par ses connaissances juridiques et ses talents d'organisateur, ce dernier ne tarde pas à se rendre indispensable au sein de l'écurie et à en devenir le directeur sportif. Et même si pour la jeune écurie McLaren (qui engage alors des châssis Cooper) le championnat se termine tragiquement par la mort de Tim, Teddy Mayer et Bruce McLaren restent liés. Ensemble, ils développent l'équipe McLaren, qui s'engage tout d'abord dans la série CanAm en Amérique du Nord, puis en Formule 1 à partir de 1966. 
À la mort de Bruce McLaren en 1970, Teddy Mayer se retrouve seul aux commandes du Team McLaren. Cela n'empêche pas l'équipe de poursuivre sa progression. Habile négociateur, Teddy Mayer parvient à obtenir le soutien de puissants partenaires financiers (notamment Marlboro), et sous sa direction, Emerson Fittipaldi en 1974 puis James Hunt en 1976 remportent le titre mondial. Mais à la suite du titre de Hunt, les résultats n'auront de cesse de décliner, entraînant le mécontentement de Marlboro. À la fin de l'année 1980, à la demande de Marlboro, l'équipe McLaren fusionne avec la structure Project Four de Ron Dennis, qui devient le nouvel actionnaire majoritaire de l'écurie. Relégué à une fonction mineure, Mayer revend ses parts restantes moins de deux ans plus tard et quitte l'écurie.
Après avoir fondé une équipe dans le championnat CART, il revient en Formule 1 en 1985 en tant que directeur sportif de la nouvelle écurie FORCE Haas Lola, fondée par Carl Haas. Mais malgré d'importants moyens, l'aventure s'achève rapidement et sans résultats notables. Après plusieurs saisons éloigné du sport automobile, Mayer rejoint l'équipe Penske en CART, équipe avec laquelle il collaborera jusqu'en 2007 dans un rôle de consultant.
Teddy Mayer a eu deux enfants : une fille prénommée Anne, et un garçon prénommé Tim, en hommage à son frère disparu en 1964. Tim Mayer est également impliqué dans le sport automobile puisqu'il est l'un des dirigeants de l'IMSA.